# 158. Reserve-Division (Wehrmacht)
Die 158. Reserve-Division war eine deutsche Infanteriedivision im Zweiten Weltkrieg. Die Division wurde am 1. Oktober 1942 aufgestellt und im Anschluss daran nach Schlesien verlegt. Am 1. Januar 1943 wurde  die Division aufgeteilt in 158. Infanterie-Division (B)  stationiert im Großraum Paris und 158. Infanterie-Division stationiert in Straßburg im Elsaß. Noch im Laufe des Januar 1943 wurde die Einheit von Straßburg nach La Rochelle an der französischen Atlantikküste verlegt. Am  2. Juli 1944 wurde die Division neugegliedert und in  16. Infanterie-Division umbenannt. 